# 白令海平鮋
白令海平鮋，為輻鰭魚綱鮋形目鮋亞目平鮋科的其中一種亞熱帶海水魚，其种加词“variabilis”意为“变化的”。分布於北太平洋日本至美國奧勒岡州中部海域，棲息深度6-675公尺，體長可達43.1公分，棲息在底層水域，卵胎生，生活習性不明，可做為食用魚。